# 奧柏尼 (加利福尼亞州)

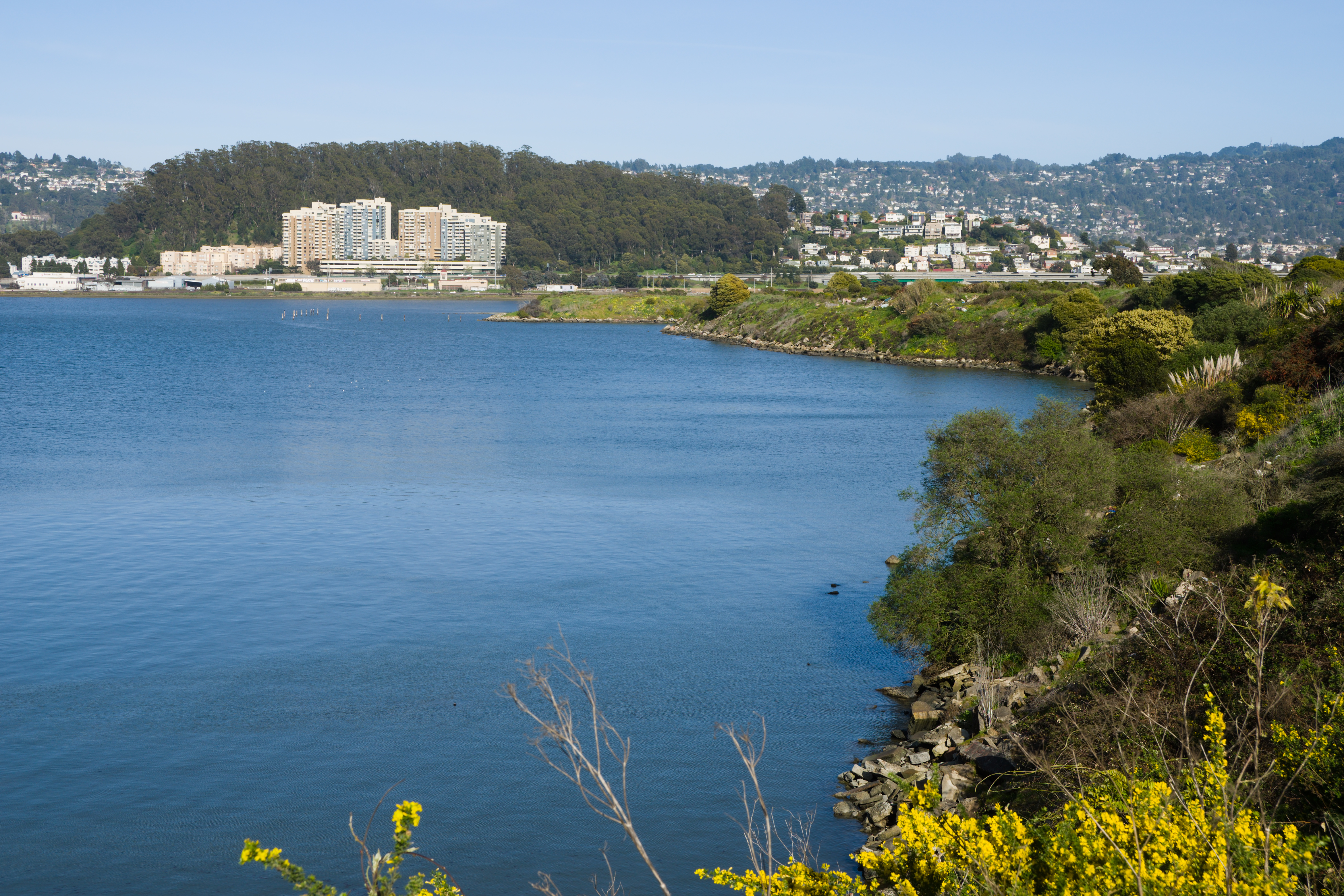
从奥尔巴尼波纹岛上看到的奥尔巴尼市景，左边是奥尔巴尼山。

奧柏尼（英語：Albany），是美国加利福尼亚州阿拉梅达县下属的一个城市。于1908年9月22日建市。城市面积约为4.6平方公里，根据2010年美国人口普查，该市有人口18,539人。